# Gmina Jednorożec
Die Gmina Jednorożec ist eine Landgemeinde im Powiat Przasnyski der Woiwodschaft Masowien in Polen. Sie hat etwa 7000 Einwohner. Ihr Sitz ist das gleichnamige Dorf mit etwa 1950 Einwohnern.

## Geographie

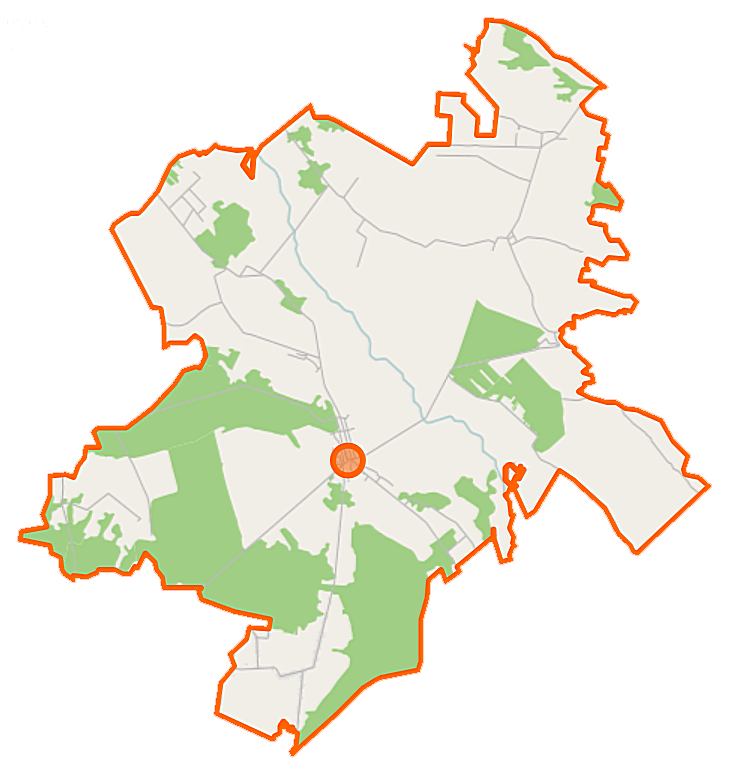
Karte der Gemeinde

Die Gemeinde liegt im Norden der Woiwodschaft, die Grenze zur Woiwodschaft Ermland-Masuren ist zwölf Kilometer entfernt. Die Kreisstadt Przasnysz liegt sechs Kilometer südwestlich, Olsztyn (Allenstein) 100 Kilometer nordwestlich und Warschau 130 Kilometer südlich. Nachbargemeinden sind Chorzele im Nordwesten, Baranowo im Osten, Krasnosielc und Płoniawy-Bramura im Südosten, Przasnysz im Südwesten sowie Krzynowłoga Mała im Westen. Die Gemeinde hat eine Fläche von 231,6 km², von der 50 Prozent land- und 40 Prozent forstwirtschaftlich genutzt werden. Ihr Gebiet ist mit etwa 30 Einwohnern/km² sehr dünn besiedelt. Zu den Fließgewässern gehört der Narewzufluss Orzyc (Orschütz).

## Geschichte
Die Landgemeinde Jednorożec wurde 1954 in Gromadas aufgelöst und zum 1. Januar 1973 als Landgemeinde in der Woiwodschaft Warschau aus Gromadas neu errichtet. Von 1975 bis 1998 gehörte die Gemeinde zur Woiwodschaft Ostrołęka. Der Powiat war in dieser Zeit aufgelöst. Die Landgemeinde kam 1999 an den Powiat Przasnyski der Woiwodschaft Masowien. Wójt ist seit Frühjahr 2024 Krzysztof Nizielski der Krzysztof Andrzej Iwulski ablöste.

## Gliederung
Zur Landgemeinde (gmina wiejska) Jednorożec gehören 19 größere Dörfer mit Schulzenamt (sołectwo), denen kleinere Orte und Wohnplätze ohne Schulzenamt zugeordnet sind:
- Jednorożec
- Budy Rządowe mit Budziska und Nakieł
- Drążdżewo Nowe
- Dynak
- Kobylaki-Czarzaste mit Kobylaki-Konopki
- Kobylaki-Korysze
- Kobylaki-Wólka
- Lipa
- Małowidz
- Obórki mit Przejmy
- Olszewka
- Parciaki mit Parciaki-Stacja
- Połoń
- Stegna
- Ulatowo-Dąbrówka
- Ulatowo-Pogorzel
- Ulatowo-Słabogóra
- Żelazna Prywatna
- Żelazna Rządowa

## Verkehr
Eine Powiatstraße führt von Jednorożec in Kreisstadt Przasnysz, wo die Landesstraße DK57 von Maków Mazowiecki nach Biskupiec (Bischofsburg) erreicht wird.
Die Haltepunkte Parciaki und Olszewka liegen an der Bahnstrecke Ostrołęka–Szczytno.
Der nächste internationale Flughafen ist Warschau.